# Humberto da Silva Mendes
Humberto da Silva Mendes ou Big est un joueur international angolais de rink hockey. Il évolue, en 2015, au sein du CP Manlleu.

## Palmarès
En 2015, il participe au championnat du monde de rink hockey en France.

## Référence
1. ↑  (pt) « Plantel » [archive du 2 juillet 2015], sur mundial2015.hoqueipt.com (consulté le 22 juin 2015)
2. ↑  « Composition de l’équipe d’Angola de Rink Hockey », sur /mondialvendee2015.com (consulté le 22 juin 2015)